# تام میلر
تام میلر (انگلیسی: Tom Miller; ۳۰ ژوئن ۱۸۹۰ – ۳ سپتامبر ۱۹۵۸) بازیکن فوتبال اهل بریتانیا بود.
از باشگاه‌هایی که در آن بازی کرده‌است می‌توان به باشگاه فوتبال منچستر یونایتد، باشگاه فوتبال لیورپول، و تیم ملی فوتبال اسکاتلند اشاره کرد.